# 静岡県道283号横川磐田線

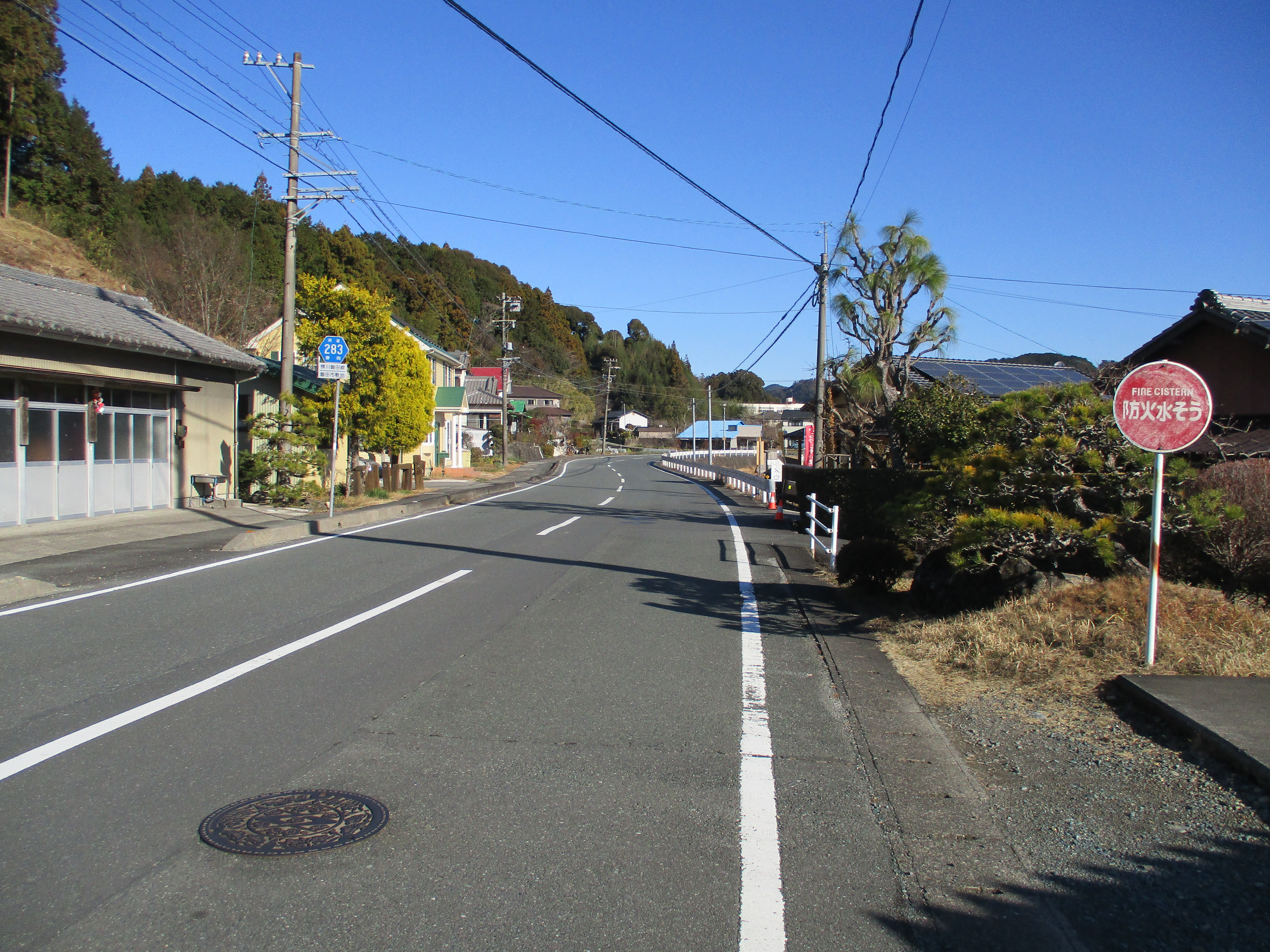
磐田市敷地。2024年1月。

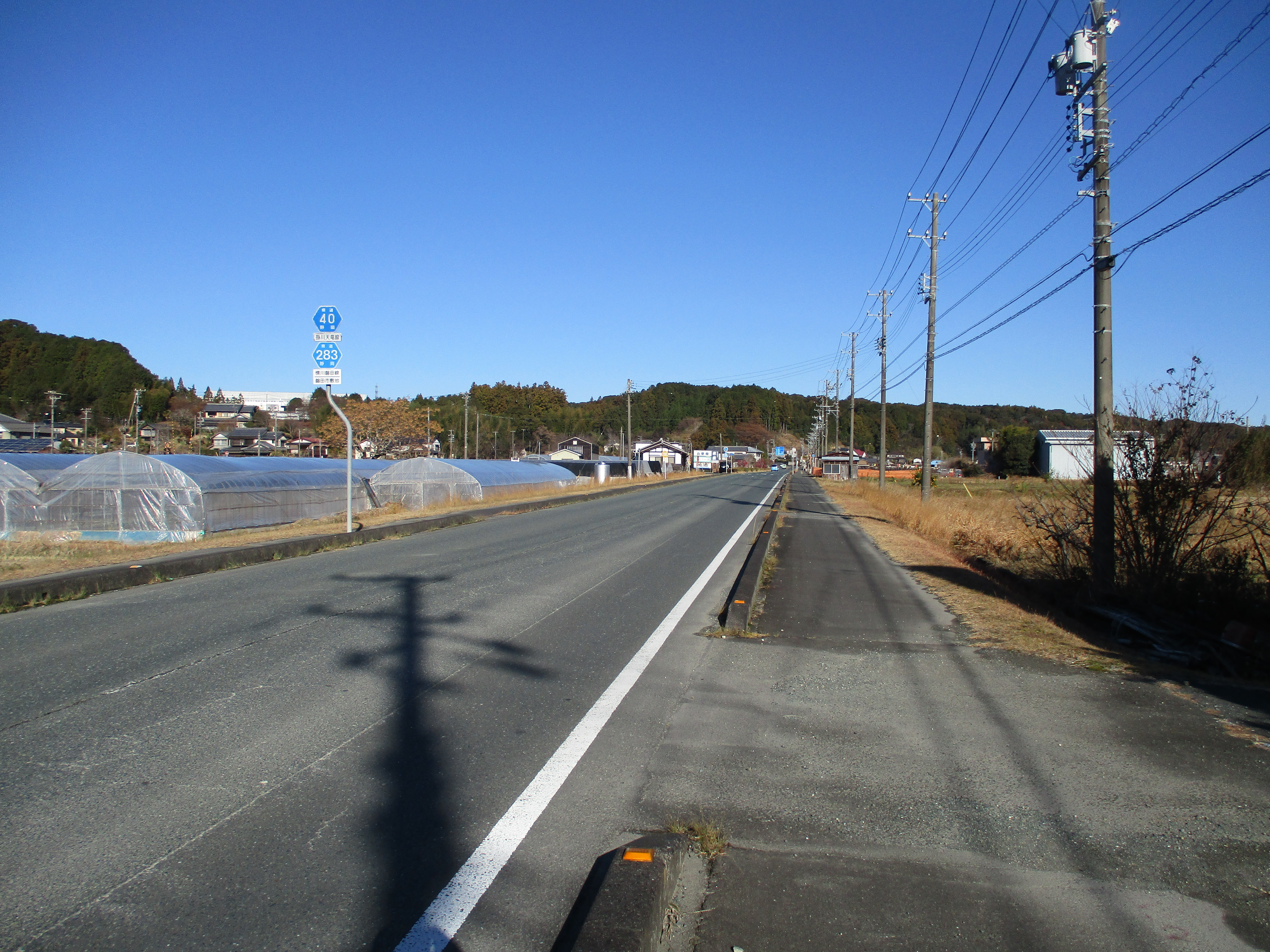
静岡県道40号との重複区間。2024年1月。

静岡県道283号横川磐田線（しずおかけんどう283ごう よこかわいわたせん）は、静岡県磐田市、袋井市、浜松市を通る道路（県道）である。

## 概要

### 路線データ
- 陸上距離：22.3km
- 起点：浜松市天竜区横川（国道362号交点）
- 終点：磐田市見付（静岡県道86号磐田インター線交点）

## 路線状況
- 1999年（平成11年）4月に東名高速道路磐田IC開通による静岡県道86号磐田インター線認定のため、距離が2.5km程短縮された。
- 磐田市旧豊岡村より北は道が狭く、険しい。
- 静岡県道63号藤枝天竜線との交点より北は交通不能区間である。

### 重複区間
- 静岡県道40号掛川天竜線（磐田市敷地・敷地交差点 - 磐田市大当所・大当所交差点）
- 静岡県道273号山梨敷地停車場線（磐田市敷地 - 袋井市川会）
- 静岡県道61号浜北袋井線（磐田市大当所・大当所南交差点 - 袋井市山田）

## 地理

### 通過する自治体
- 静岡県
  - 磐田市 - 袋井市 - 磐田市 - 浜松市

### 主な接続路線
- 国道362号
- 静岡県道63号藤枝天竜線
- 静岡県道40号掛川天竜線
- 静岡県道273号山梨敷地停車場線
- 静岡県道61号浜北袋井線
- 静岡県道374号浜松袋井線
- 静岡県道86号磐田インター線